# ميخائيل دان
ميخائيل دان (14 نوفمبر 1940 في المملكة المتحدة - ) (بالإنجليزية: Michael Dunn)‏ هو لاعب كريكت بريطاني. لعب مع Hertfordshire County Cricket Club ‏ والمقاطعات الوطنية للكريكيت الإنجليزي والويلزي ‏.

## وصلات خارجية
- ميخائيل دان على موقع إي آس بي آن كريك إنفو (الإنجليزية)